# Nyers vegetarianizmus
A nyers vegetarianizmus a vegetarianizmus és a nyers táplálkozás kombinációja. A nyers vegetáriánus étrend alapja a gyümölcsök, zöldségek, csírák, olajos magvak és a zöld növények (levelek, ehető vadnövények) hőkezeletlen (főzés, sütés, párolás, füstölés stb. nélküli) fogyasztása. Az étel elkészítése nem mehet 40-48 °C fölé, mert az megváltoztatja a kémiai összetételét, ezáltal csökkentve annak táplálkozási értékét. Minél magasabb az étel hőkezelése, annál nagyobb a végbemenő elváltozása.
Vannak, akik 100%-ban nyersen élnek és vannak akik csak valamilyen mértékben. Általánosságban véve azokat nevezzük nyers vegetáriánusoknak, akiknek az étrendjét legalább 75%-ban alkotják e nyers ételek.

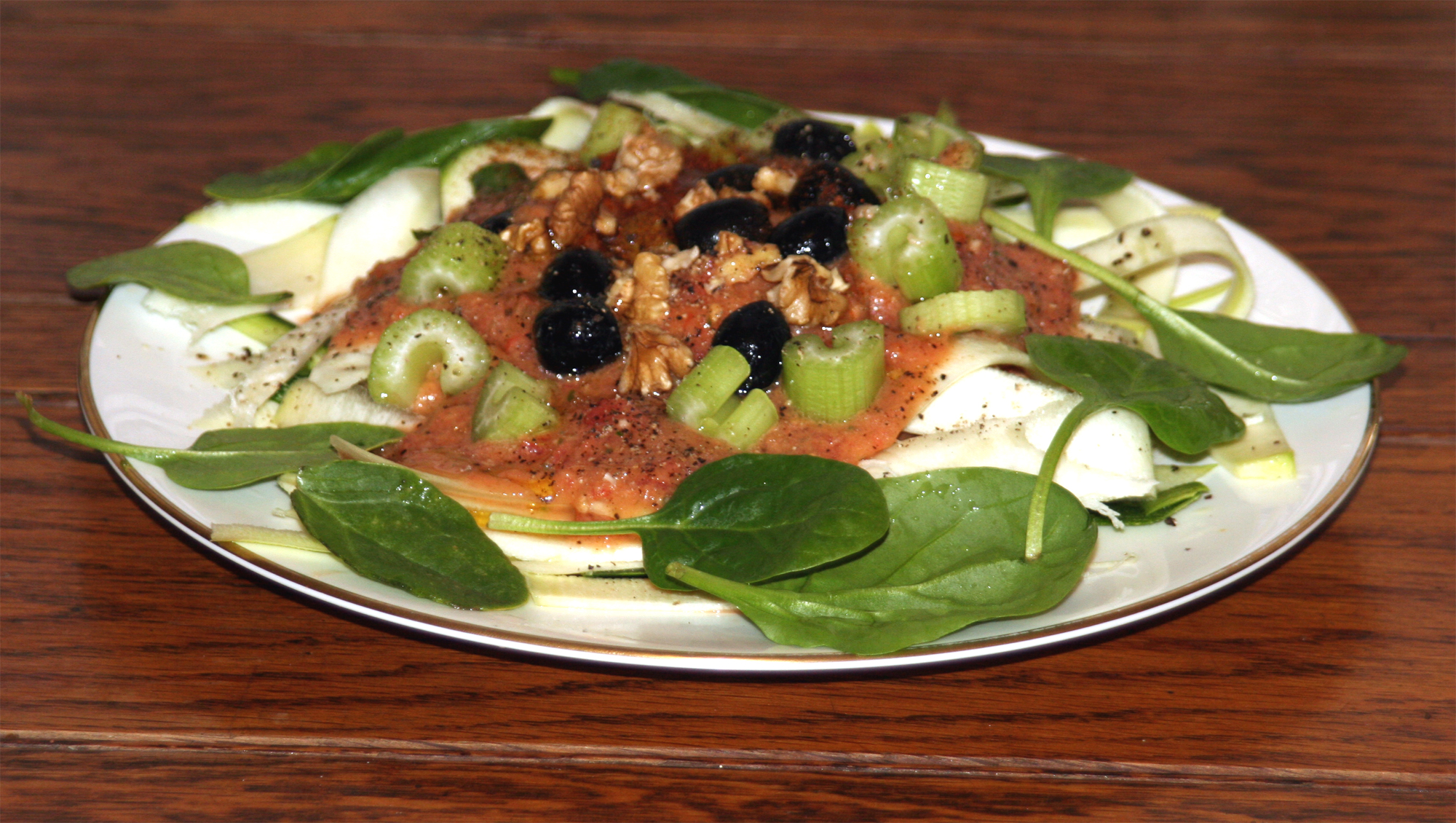
Nyers vegán tál (paradicsomszósz, olajbogyó, zeller, spenót, dió, cukkini és levelek felhasználásával)

## Irányzatok

### Nyers veganizmus
A szigorú nyers vegetarianizmus hívei, vagyis a nyers vegánok csak a növényi eredetű táplálékokat fogyasztják nyers formában. Minden állati eredetű termék kizárt.
Egyik alcsoportja ezen az irányzaton belül a 80/10/10 módszer, amely az arányokat is megadja. A napi kalória bevitel 80%-a egyszerű szénhidrát, azaz gyümölcsök, a maradék 10% pedig fehérje, 10% növényi zsír kell legyen (zöldek és magvak).

### 4-ig csak nyers
Délután 4 óráig csakis kizárólag nyers gyümölcsök, illetve zöldségek, 4 óra után pedig főtt, állati összetevőktől mentes ételek.

### Nyers vegetarianizmus
Hívei a növényi eredetű táplálékok mellett bizonyos állati eredetű ételeket is fogyasztanak, ilyenek a tej, a tejtermékek és a tojás.

### 100 százalék
A 100%-ban nyers ételt fogyasztók érvelése alapján, csak úgy tudjuk a főtt-sült ételek iránti függőségünket elaltatni, ha a maradék hőkezelt ételnek is búcsút intünk. A már hosszú ideje 100%-ban nyersezők szerint az igazi csodák csak ekkor kezdenek megtörténni. Ekkor visszanőhet az egyén korábban eltávolított vakbele, mandulája, epehólyagja, magától regenerálódhat a lyukas foga.

## Háttér
A Biblia azt említi, hogy Isten, az ember teremtése után, a nyers növényi táplálékot adta annak táplálékul.
A történelem kezdetén az ember közvetlenül a természetből kapta táplálékát. Feldolgozatlan, tartósítószerektől és vegyi anyagoktól mentes, tiszta táplálék volt ez, amihez az ember természetesen vonzódott, mivel kifinomult érzéke (ösztöne) volt ahhoz, hogy kiválassza, melyik táplálék tesz jót testének. Mivel még nem ismerte a tüzet és nem voltak fegyverei, amivel állatokat ejthetett volna el, úgy véljük, legrégebbi őseink nyers vegetáriánusok voltak.
A nyers vegetarianizmus modern kori úttörői a 19. században jelentek meg. A 20. század elején Max Gerson (1881–1959) orvos a saját migrénjének kezelésére alkalmazta a nyers táplálékok gyógyító erejét. Később más betegségek gyógyítására is használta, az eltömődött artériától kezdve a rák kezelésén át az elmezavarig. Munkásságát a Rákterápia című könyve tette ismertté. Gerson úgy vélte, hogy a nyers táplálékokkal fel lehet kelteni a szervezet öngyógyító erejét. 
1928-ban ezzel a módszerrel gyógyította ki Albert Schweitzer feleségét is a tüdőbajából. Később Schweitzer cukorbaját is az élő eledelekből összeállított étrenddel kezelte.
A további úttörők közt ott találjuk St. Louis Estes-t (1876–1951), Arnold Ehretet, majd az Egyesült Államok első bioboltját megnyitó Paul Bragget is. (Bár utóbbi nem vált teljesen nyersevővé, erősen tanácsolta a nyers zöldségek és gyümölcsök minél nagyobb arányú fogyasztását.)
Első magyar propagátoraként 1889-ben az őstörténész Némäti Kálmán lépett fel, ismerősei azonban bolondnak tartották. A nyerskoszt új magyar apostolaként az 1920-as évek elején Bicsérdy Béla jelent meg, akinek rengeteg követője akadt.
Magyarországon az orvosok között a 20. század első felében Bucsányi Gyulának jelentek meg művei a nyerskoszttal kapcsolatban. Halász Henrik szintén jelentős eredményeket ért el a nyers növényi étrend és a böjt alkalmazásával.
A Párizsban doktorált Bródy Károly (sz. 1896) orvos a franciaországi Grasséban vezetett nyers vegetarianizmuson, böjtölésen és egyéb természetes gyógymódokon alapuló szanatóriumot. Lengyel Miklós író – aki maga is meglátogatta a grassei szanatóriumot – 2 hónapos ottléte alatt "40 nagyon komoly gyógyulási eset" szemtanúja volt, szív-, vese-, epe-, bélbetegségek, cukorbetegség, gyomorfekély és más bajok esetében.
A svájci Bircher-Benner orvos (1867–1939), aki szintén nyerskoszt szanatóriumot vezetett, hirdette, hogy 
- azok az emberek akik gyümölcsök, diók, magvak, olajok, kenyér felhasználásával, tűz hozzájárulása nélkül táplálkoznak, az úgynevezett nyers-kosztosok, bámulatos szellemi és munkabírásukkal tűnnek ki. Ezen táplálkozási mód gyakorlásával többnyire súlyos betegségekből gyógyultak ki.[6]

Miközben az emberi szervezet még mindig ugyanaz, mint évezredekkel ezelőtt, az élelmiszerek az elmúlt száz év alatt gyorsan és erőteljesen megváltoztak. Az életenergiájuktól megfosztott, csillogó zacskókba, dobozokba és üvegekbe csomagolt élelmiszerek és a különféle édességek kedveltté váltak, nemcsak a csábító jó íz és a kényelem miatt, hanem az emberi haladás és fejlődés szimbólumai is lettek.
A kereskedelmi érdekek mögött a vásárló pénztárcája és nem az egészsége áll. A hirdetések azt szajkózzák, hogy termékük tele van vitaminokkal és ásványi anyagokkal, de azt már elhallgatják, hogy ezek önmagukban nem elegendőek az egészség fenntartásához. Az egészségnek hat olyan további összetevőjét biztosan nem kaphatjuk meg, ha étrendünk főleg feldolgozott ételeken alapul. Ezek:
- enzimek
- kiegyensúlyozott ph-jú, lúgos vérellátás
- oxigénnel telített vér
- egészséges emésztés és kiválasztás
- hibátlanul működő immunrendszer
- elektromos töltéssel rendelkező szövetek és sejtek

## A nyersen étkezők motivációi
A táplálkozás az egyik legfontosabb egészségbefolyásoló tényező. A test aszerint működik, amilyen táplálékokból felépült. Kinézetünk, közérzetünk és hogy mennyire látszanak meg rajtunk az évek, nagyrészt attól függ, hogy mit fogyasztunk el.
Minden hőkezelt étel váladékképző. Minden embernek, aki civilizációs ételeken él, többé-kevésbé el van tömődve a szervezetének csőrendszere a különféle váladékoktól. Ezek a váladékok a szervezet számára megemészthetetlen, feldolgozhatatlan és természetellenes ételekből származnak. E váladékok megtalálhatók az orrban, a torokban, a tüdőben, a két füljáratban és az emésztőcsatornában is, amely a szájtól a végbélnyílásig tart.
A gyümölcs miután leszedték a fáról, illetve a zöldség, miután kihúzták a földből egy bizonyos ideig tovább él. Magas fokú hőkezelés által egy élettelen anyag jön létre ezekből a növényekből. Minden sejthalmaz, amiből az élet eltávozott, rothadást okoz a gyomorban és a belekben egy erjedési folyamat indul meg. A belekben erjedő étel baktériumoknak ad táptalajt és különféle betegségek forrása lesz.
A hőkezelési folyamat egy kémiai reakció, amely megváltoztatja az étel összetevőit. A főzés, sütés által létrehozott toxikus molekulák étvágygerjesztőként hatnak és hamis vágyakozást keltenek. Amikor az emberek főtteket fogyasztanak, testi vágyaikat követik, nem pedig az ösztöneiket. Ennek hatására egyre fokozottabban rosszul táplálttá válnak és betegségek lepik meg őket. Ideális testműködést csak az élő, nyers táplálékok biztosítanak, ahogy a természet kínálja azokat.
A természeti törvények értelmében az embernek és minden más lénynek a földi közösségben csakis szervesült, nyers táplálék adható büntetlenül. Minden élőlénynek egy bizonyos étrend lett megalkotva. A természeti lények táplálkozása egyszerű, nem ismer konyhatechnikát, nem fogad be hő által elpusztított, szervetlenített anyagokat, nem ismer testidegen ételek értelmezhetetlen bonyolultságát. A Természetben valamennyi lény nyersen táplálkozik és betegségmentesen, energikusan éli az életét. 
A táplálkozási hiba mindig nyomot hagy a testben, a következmények pedig borzalmasak. A hőkezelt ételek a testünknek méregfalatok és nem ártalmatlan finomságok. Hatásuk nem fáj, hatásuk a testi degeneráció jövőbeli fájdalma lesz, minden testi működésünk aláaknázói.
Az organikus, nyers növények mind tisztító, lúgosító hatásúak. Már kis mennyiségű fogyasztásuk is csökkenti a szervezet méregtartalmát. Sokan azt állítják, hogy a nyers gyümölcsök és zöldségek nem tesznek jót nekik. Ez azért van, mert a legtöbb ember szervezete savas és amikor lúgosító ételeket esznek, akkor az rögtön elkezdi tisztítani a vért a mérgező anyagoktól. Ez kellemetlenséget, időnként fájdalmat is okozhat. Az emberi vérnek lúgosnak kellene lennie. A nyers növényi étrend lúgosító hatású, míg a hőkezelt étrend savasító hatással jár. A fejfájástól az emésztési zavarokig, a pattanásoktól a megfázásig a legtöbb bajt a savasság okozza, a savasságot pedig az önmérgezés.
A hőkezelt, "modern" ételeket sohasem tudjuk teljesen megemészteni és a felhalmozódott maradékokat sohasem tudjuk teljes mértékben eliminálni. Szervezetünkben lassan, de biztosan felhalmozódik a váladék, különösen a kialakulóban levő betegségek színhelyén. Ha a szervezet annyira túl van terhelve váladékokkal, hogy a kiválasztórendszer nem képes velük mit kezdeni, azok valamilyen betegséget okoznak.
A nyers növényi étrend előnyei: 
- A nyers ételeknek magasabb a vitamin és ásványi-anyag tartalmuk. Az emberek világszerte ásványanyag- és vitaminhiányban szenvednek. Megfelelő anyagokat pedig csak az egészséges, természetes táplálék tartalmaz. A nyers ételekben a tápanyagok, vitaminok, ásványi anyagok, nyomelemek abban az eloszlásban vannak, amire az emberi szervezetnek szüksége van. Ezek igen érzékeny egyensúlyban állnak egymással. Veszélyes lehet, ha megpróbáljuk mesterséges anyagokkal (tablettákkal) pótolni őket. Egyes anyagok, elemek túladagolása megbontja az egyensúlyt és más elemek felszívódását akadályozza meg. 
  - A hatékony felszívódást a nyers növényekben természetes módon előforduló kísérőanyagok (pl. flavonoidok) is segítik.
- Magas napenergia tartalmuk van. A Föld minden élőlényének léte függ a napenergiától. A klorofill a növény által felszívott és átalakított napenergia. Nem más, mint mint egyfajta folyékony napfény, amely az egyik legkedvezőbb anyag egy erős emberi szervezet felépítéséhez. 
  - Az élő ételek elektromos töltésüket a napból merik. A növény elraktározza a napfény energiáját, azután átadja a testünk sejtjeinek. E napfényenergia képes a szervezetünk viszonylag mozdulatlan molekuláinak felébresztésére egy-egy elektron leadása vagy felvétele által. Az élő ételek gyógyító erejének ezért olyan fontos eleme az elektromos töltés.
- Magas víz- és rosttartalmuk van. A rost ami elősegíti a bélmozgást és segít a salakanyagok eltávolításában. Szerepe van a méregtelenítési folyamatban, a szérum-koleszterinszint csökkentésében és a testtömeg normalizálásában. Nagyon sokan különböző erős izgatószerekkel (kávéval, hashajtókkal) hozzák mozgásba ellustult beleiket. Ez a drasztikus megoldás nyers étrenddel kiküszöbölhető.
- A hőkezelés tönkreteszi a nyers táplálékokban található enzimeket. Az enzimek azok, amelyek az emésztéshez és az anyagcseréhez hozzájárulnak. Továbbá az enzimek azok amelyek kapcsolódást hoznak létre az organikus (szerves) sók és a sejtjeink között.
- A nyers növényi ételeknek antikarcinogén hatása van, amelyek gátolják a sejtek rákos elváltozásainak létrejöttét.
- A nyers ételek fitoncida tartalma, amelyek gátolják a mikroorganizmusok és vírusok szaporodását.
- A nyers táplálékok által elérhető jobb közérzet, nagyobb energiaszint és életkedv.

A természetes módon, teljesen megérett, friss biogyümölcsök és zöldségfélék gazdagok ízanyagokban és ezzel fokozzák az étvágyat. Ezzel szemben a főtt ételek ízesítőanyagok (só, cukor, fűszerek) nélkül élvezhetetlenek. 
A konyhasó (akárcsak a tengeri só) egy testidegen anyag. Ezt a szervetlen sót a test sem megemészteni, sem felszívni, sem használni nem tudja. Nincs tápértéke. Nincsenek benne vitaminok. Nincsenek benne szerves ásványok. A só igencsak veszélyes és bajt okozhat a vesékben, a hólyagban, a szívben, az artériákban, az erekben és a véredényekben. Vízkórt okozva eltömítheti a szöveteket is. A szervezet, hogy megvédje magát ettől a testidegen méregtől (a szervetlen sótól), vizet halmoz fel ezekre a területekre. Ahogy a szövetek eltömődnek a víztől, a test elkezd megdagadni. A só gyakran rakódik le a lábfejben és a lábszárban, annak megduzzadását okozva. A szervezet sejtjei csak szerves anyagokat tudnak felhasználni és csak organikus (szerves) sók felvételére képesek.
A cukor hatásairól:

### Összefoglalás
A mindenevő ember táplálkozása nem ad valódi kielégülést és terhelés a testének, a tompa leterheltség letargiája.
A csecsszopós koruktól kezdve elrontott és eltompított, más valamihez szoktatott ízlelőbimbóik az embereket az orruknál fogva vezetik és a táplálékdrogok méreganyagai tartják függőségben a testüket. Látszólag a gyermekből megépül egy egészséges ifjú test, de az valójában nagyon idő előtt kimerül és lelassul. Az idő haladtával az emberek egyre és egyre betegebbek és idiótábbnál idiótább szokásaikban szenvednek, míg mérgeik fogyasztásába nem pusztulnak bele.  
Az ember éli degeneratív életét degeneratív táplálékokon, ketyeg az atombomba a testében és épül a degeneratív test, életfunkciók károsodnak folyamatosan. Az egyén éli beszűkült lehetőségeiben megnyomorított életét.
Abban az esetben, ha megszegjük az illeszkedés törvényét, akkor a test kémiai működése megváltozik, elromlik és a táplálék nem képes akadálymentesen, ideális áthasonulásban a részünkké válni. Ha a testnek méreganyagokat kell semlegesítenie, akkor: 
- ez jelentős energiát von el
- hasznos tápanyagokat pusztít el
- a test megmérgeződik és elromlik a szervek működése. A szervezet működése megváltozik, kifordul és letér az ideális pályáról. Az emésztési diszkomfortok (szelelés, böfögés, letargia, székelési zavarok, bűzös széklet) lesznek jellemzők.

A mai ember elfogadja az élet részének, hogy a betegségek hozzánőttek, nem ismeri fel valós okát vagy elsiklik felette. Nem képes felfogni, hogy lehet kizárólagosan nyersen élni és csak nyersben lehet igazán egészséges és betegségmentes testet építeni. Nincsen tudatában a hőkezelt étel ártalmainak, mert sokszor nem érezhető azok azonnali hatása és a számtalan tüneti betegségkezelés marketing ereje félrevezeti őt.
Az orvos tünetileg kezeli napjaink degeneratív életmódjának degeneratív betegségeit. Csakhogy a tüneti kezelés maximum átmenetileg elnyom egy másik tünetet, míg a kémiai gyógyszerek tovább mérgezik a testet.
A hőkezelt étel testi mérge az embernek, amely nem képes ideálisan a testébe áthasonulni sem. Kezdetét veszi az ember kálváriája és a táplálék-drogizált, ördögi körben függő élete.
Senki nem úszhatja meg a rossz táplálkozás és életmód következményeit. Szerveink előbb-utóbb benyújtják a számlát. A legtöbb ember mégis a tüneteit kezeli és nem oldja meg a test rombolásának oki oldalát, a táplálkozási hibákat. A következmény pedig a süllyedő hajó effektus, egyre több szenvedés közepette – amely szerencsésebb esetben egy pillanat alatt megszűnik létezni. 
A hőkezelt, "modern" ételek finomak. Így is lehet élni egy kifordult, narkotizált létben. Aki viszont az igazi testműködést célozza, annak az sokkal élvezetesebb érzésvilágot fog nyújtani. A hőkezelt ételeken élő érzés egy kifordult test létezése, melynek gőze sincs arról, milyen az élmény, óramű-test. Mert van az ember igazi, isteni teste és van egy teljesen más világ.
A kulcs a kitartó nyersezéssel megtalálni a fordulópontunkat, hogy megismerjük az igazi testműködés élményét. A falak és a ködfátyol reped és hasad majd és olyan megvilágosodást élhetünk át, amire álmunkban nem gondoltunk, hogy így tud működni a testünk.
A helyes, nyers testbiológiai ételek a test felszabadítói, a szemek kinyitói, a helyes érzékelés visszaadói, a vak test igazi vezető látnokai.
Amikor már évek óta nyersezünk, a hőkezelt ételeket már nagyon mérgezőnek fogjuk találni. Régi testünk tompa, érzéketlen, vak test, jövőbeli testünkhöz képest.
Ha csak a nyersben gondolkodunk, a lehető legjobbat tesszük a testünknek.
Az embernek és minden más lénynek a földi közösségben csakis élő, nyers táplálék adható büntetlenül a természeti törvények értelmében. Hőkezelt és testidegen ételeken élő környezetünk lépten-nyomon csábít, ezért nem is tudjuk milyen az igazi létezés. 
Az igazi út a 100% nyers, tiszta, helyes, testbiológiai táplálkozás. Így leszünk igazán egészségesek, belsőleg tiszták, energikusak, pozitívak és szeretőek.
A vibrant-test minden természeti lény sajátja. 
A test egy szent templom, ami csakis az ideális kizárólagosságában nyílik meg a behatolónak. A kicsi "más" kizárja, hogy a fény bejöjjön, nem nyitja a vibrantság templomát.
A hőkezelt, halott ételek mérgek minden élő testnek. Aki akár csak 5-10%-ban ilyeneket visz be a testébe, az megreked egy alacsonyabb szinten és nem éri el az állandó  top-szinten szárnyalás magnetikus állapotát.
Meg lehet szeretni a nyers ételeket. Ha tartósan megmaradunk benne, a testünk jutalmaz, és kinyílik a virág, beáramlik a fény testünk sötétségébe és minden fronton átalakul az érzékelésünk. Testünk barátként mellénk szegül és utasításai valós, hihető és igaz, támogató jelzések és érzések lesznek, amit vakon követhetünk, mert helyesen érző testműködést nyertünk. Testünk előremenetele lendületbe kerül és nem lesz lápos a talaj előttünk. A test, amiben élünk majd a sajátunk lesz, és nem egy táplálék-drogokon megépült, elrontott és kifordult működésű test.
A nyers gyümölcsök, zöldségek és a zöldek (levelek) gyógyszerek. A lehető legjobbak, legtermészetesebbek. A zöldek fanyar és keserű vére igazi életelixír. Olyan mozgató erővel bírnak, olyan elsöprő hatást adnak a belsőnknek ezek, amely egész más testműködést eredményez.
Életminőség számtalan létezik. Meghatározója nagyrészt a bevitt táplálékoktól függ. A hőkezelt táplálékokon túl van az igazi, emberi élet. Jelenleg az emberiség óriási zsákutcában éli az életét.
Ha minden nap teljesítünk becsülettel, akkor a test átszokik, meggyógyul és maximálisan táplált és kielégült lesz a táplálkozásban.
Az embernek is – mint minden lénynek e Földön – egy bizonyos étrend lett megalkotva. Aki ezt a táplálkozási vastörvényt betartja, az érhet fel a csúcsra, ahol a Természet törvényszerűen megjutalmazza az embert a legmagasabb rendű testi működéssel.

## Organikus táplálék
A növényeken keresztül a termőtalaj ásványait vesszük magunkhoz. Egészségi állapotunk befolyásolja annak a földnek a minősége, amelyikben az ételeink megteremnek. Az iparszerű mezőgazdálkodásban nem törődnek a termőtalajban élő mikroorganizmusokkal, műtrágyát használnak. Amikor a vegyszerektől minden mikroorganizmus elpusztul, akkor a termőtalaj lényegében porrá alakul. Nincs olyan növény, amelyik egészségesen tudna fejlődni poron, bármilyen gazdag is legyen az vegyszerekben. A megtermelt gyümölcsök és zöldségek kívülről egészségnek látszanak ugyan, de gyakran a legkülönfélébb mérgekkel telítettek. A növényvédő szerek egészségkárosító hatásai sokfélék lehetnek. Károsíthatják az immun-, az ideg- és a hormonális rendszert és fejlődési rendellenesség kialakulását segíthetik elő. Egyéb betegségek kialakulásában is faktortényezőnek kell tekintenünk.
A biogazdálkodók a vegyszerek kizárásával, a termőtalajban élő mikroorganizmusokat táplálják, amelyek aztán harmonikus arányban juttatnak tápanyagokat a növényekbe.
Könnyű megérteni, hogy a kutatók miért nem találkoznak B12-vitaminnal a növényekben: ők a "halott" talajokban termelt növényekből vesznek mintát. Még ha bio is a zöldség, ha "halott" talajon él, alig található benne tápláló elem. Azonban a biogazdálkodásból származó, komposzttal trágyázott, szerves anyagokban gazdag talajban termett növényekben rengeteg a B12-vitamin, és sok más olyan tápanyag is van bennük, ami az ipari módon termelt növényekben nem, vagy csak nagyon kis mennyiségben található meg.
Ha a növényt genetikailag módosítják, szándékosan nem érlel magot. Az ilyen növény terméketlenné teszi magát, hogy megelőzze az egészségtelen generációk elszaporodását. Nem tanácsolt mag nélküli növényeket enni, mert a teljes kémiájuk és az elektromágneses töltésük is más. Magyarországon egyelőre egyetlen genetikailag módosított növény termesztését sem engedélyezik.

## Kritika az ellentábor részéről
- A nyers ételekkel nagyon könnyű bevinni a szervezetbe különféle férgeket, petéket és mikrobákat. A vírusok, a gombák és a baktériumok csak hőkezelés által pusztulnak el.
- Hosszú távon a szervezetben súlyos tápanyag-, vitaminhiány alakulhat ki (fehérje, B12-vitamin, D3-vitamin, vas, szelén, kalcium stb.). A B12-vitamin – a csíranövényeken és tengeri algán kívül[16]- a növényekben nincs meg.[17]
- Az enzimeket az emberi szervezet is előállítja és nincs szükség a nyers növényekben található enzimekre.